# 毛利重政
毛利 重政（もうり しげまさ）は、戦国時代から安土桃山時代にかけての武将。
通称は兵橘 / 兵吉（ひょうきつ）。官位は従五位下、豊後守。毛利重政は晩年の名乗りで、主に森 重政（もり しげまさ）、または森 兵吉を名乗った。 

## 生涯
尾張国苅安賀の出身。当初、森姓を称していた。この森氏の一族の何名かは、蜂須賀正勝の家来衆の1つとして史料に名が見え、蜂須賀氏とは深い関わりがあった。
重政の出生には諸説あり、森高次（九郎左衛門）の子というが、諸系図に重政の名は記されていない。子孫の元苗が幕府に提出した系図では、森十郎左衛門重高の子とする。重高と高次の法名が同じことから同一人物とする説と、十郎左衛門重高を高次の兄である十郎左衛門政次（正次）に比定する説があり、高次が早世した政次の後を継いだ際にその遺児を猶子として引き取ったのではないかとするのだが、どちらも確証はなく、『寛政重脩諸家譜』にも「異同ありて一定せず」として採用しなかった旨の但し書きがある。また『戦国人名辞典』は重政を9歳年長としながらも次男とし高政を長男としているが、これは兵橘と吉安とを同一視したことからくる間違いである。高次の子であるとするならば、重政が長男で、初代佐伯藩主の高政の方が弟であろう。
前歴は不明。羽柴秀吉の馬廻衆となり、金切裂指物使番に任じられた。
天正10年（1582年）6月、備中高松城攻略中、本能寺の変が起きた。秀吉は主君の仇を討つべく中国大返しを計画するが、その際に毛利氏へ人質として送り出されたのが重政と高政である。また、この時に高政が毛利輝元に気に入られ、後年（文禄年間）に毛利姓を贈られたので、重政も晩年はこれに改姓することになる。
天正13年（1585年）、四国戦役に使番として従軍。木津城攻めで伝令となる。四国平定後の論功行賞で、阿波に入国した蜂須賀家政の所領の中から板東郡河崎村・三俣村（鳴門市付近）で1,082石の扶持を与えられた。翌年、宮木豊盛と共に近江国の検地に参加。
天正15年（1587年）の九州の役でも同様に従軍。この戦役で高政は大名とされる。
文禄元年（1592年）の文禄の朝鮮出兵では、高政・宮木豊盛・早川長政の4名で釜山・対馬間の舟奉行を務めた。同2年（1593年）、重政は第二次晋州城攻防戦中に金海文城へ出撃している。また同年、杵築城主とされるが、この頃はまだ朝鮮におり、豊後入国は翌年となった。
文禄3年（1594年）、重政は、改易された大友義統の所領の内で、前田玄以に預けられた豊後国速見郡内1万石の蔵入地の蔵入地代官とするという朱印状を受け、日出城の城代ともされた。旧日出城主の大神親長の娘を妻に迎えた。キリシタンであったことから、日出の若宮八幡宮の社殿を破却させ、神体を海中に投じたともいう。
慶長2年（1597年）の慶長の役では軍目付として出征するが、5月6日、朝鮮にて病死した。享年47、ただし42とする説もある。

## 子孫
重次の直系子孫に旗本の毛利元苗（もうり もとひで）がいる。彼が提出した系図によれば、前述のように重政は重高の子で平姓森氏ということになるものの、江戸期の博物学者である毛利梅園は、元苗の子であり、重政の八代目の後裔に当たる。